# فضا، زمان و معماری
فضا، زمان و معماری: رشد یک سنت جدید (به انگلیسی: Space, Time and Architecture: The Growth of a New Tradition) کتابی نوشتهٔ زیگفرید گیدیون است.

## تاریخچه
محتوای کتاب فضا، زمان و معماری در سخنرانی‌های سال ۱۹۳۸ گیدیون در دانشگاه هاروارد تکوین یافت و نخستین بار در سال ۱۹۴۱م توسط انتشارات دانشگاه هاروارد منتشر شد. پس از آن نویسنده در ویرایش‌های بعدی بخش‌هایی بر آن افزود.

## ترجمهٔ فارسی
فضا، زمان و معماری به قلم منوچهر مزینی در سال ۱۳۴۸ش به فارسی ترجمه شد و توسط انتشارات علمی و فرهنگی در سال ۱۳۵۰ برای نخستین بار منتشر شد.